# Jorge Isaacs Színház
A Jorge Isaacs Színház a kolumbiai Cali egyik színháza. Színielőadások mellett koncerteket és táncversenyeket (salsa, tangó) is rendeznek benne.

## Képek

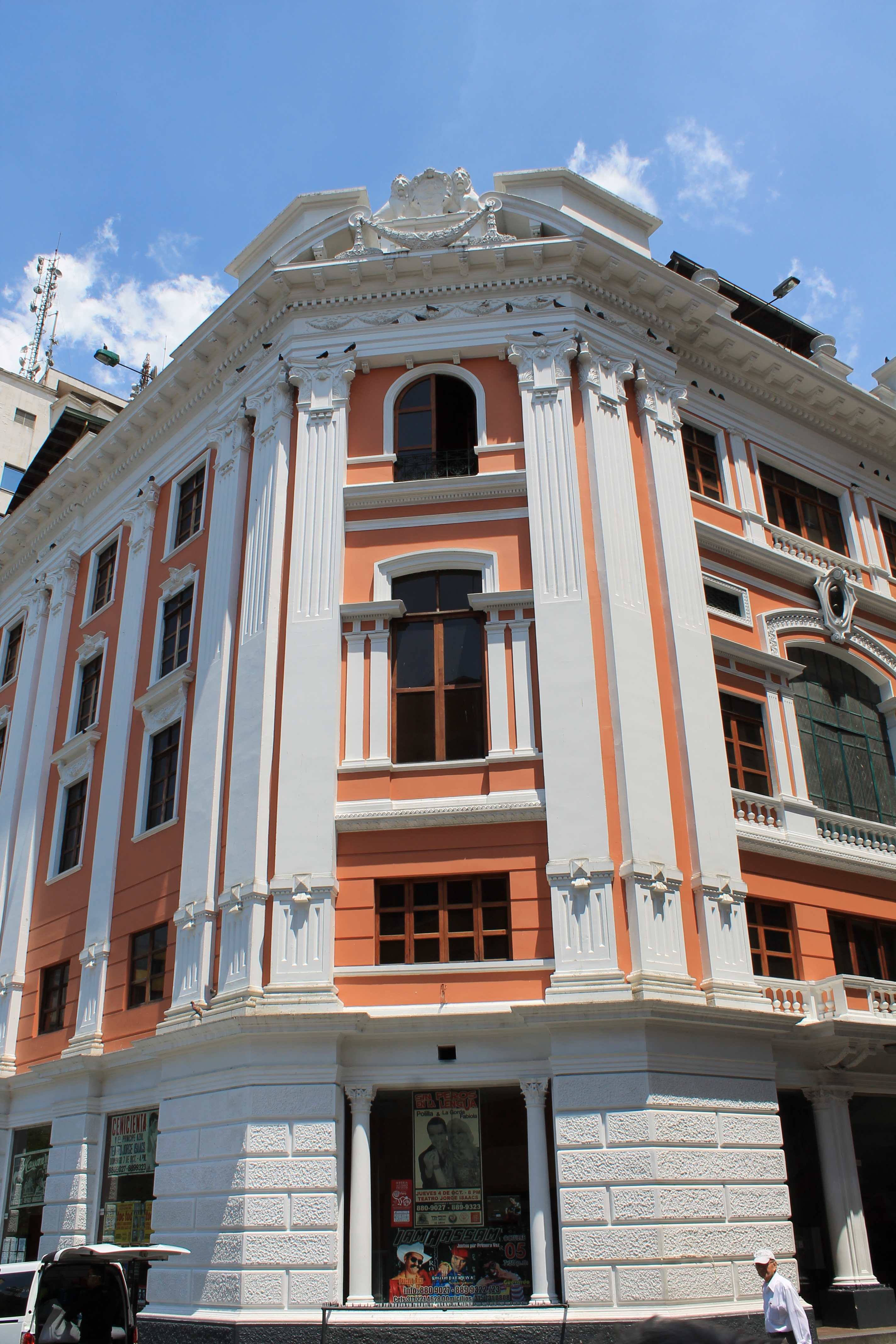
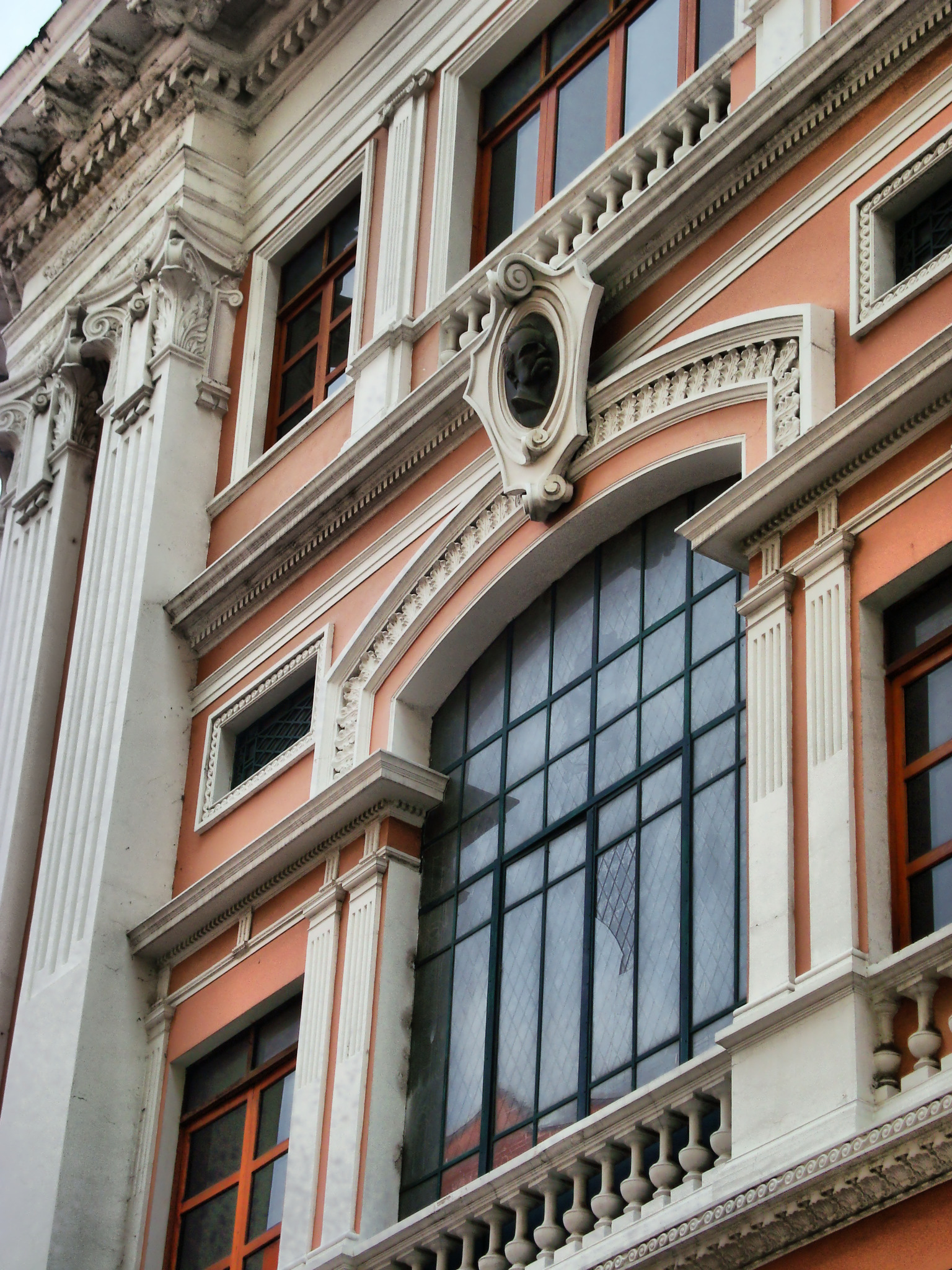
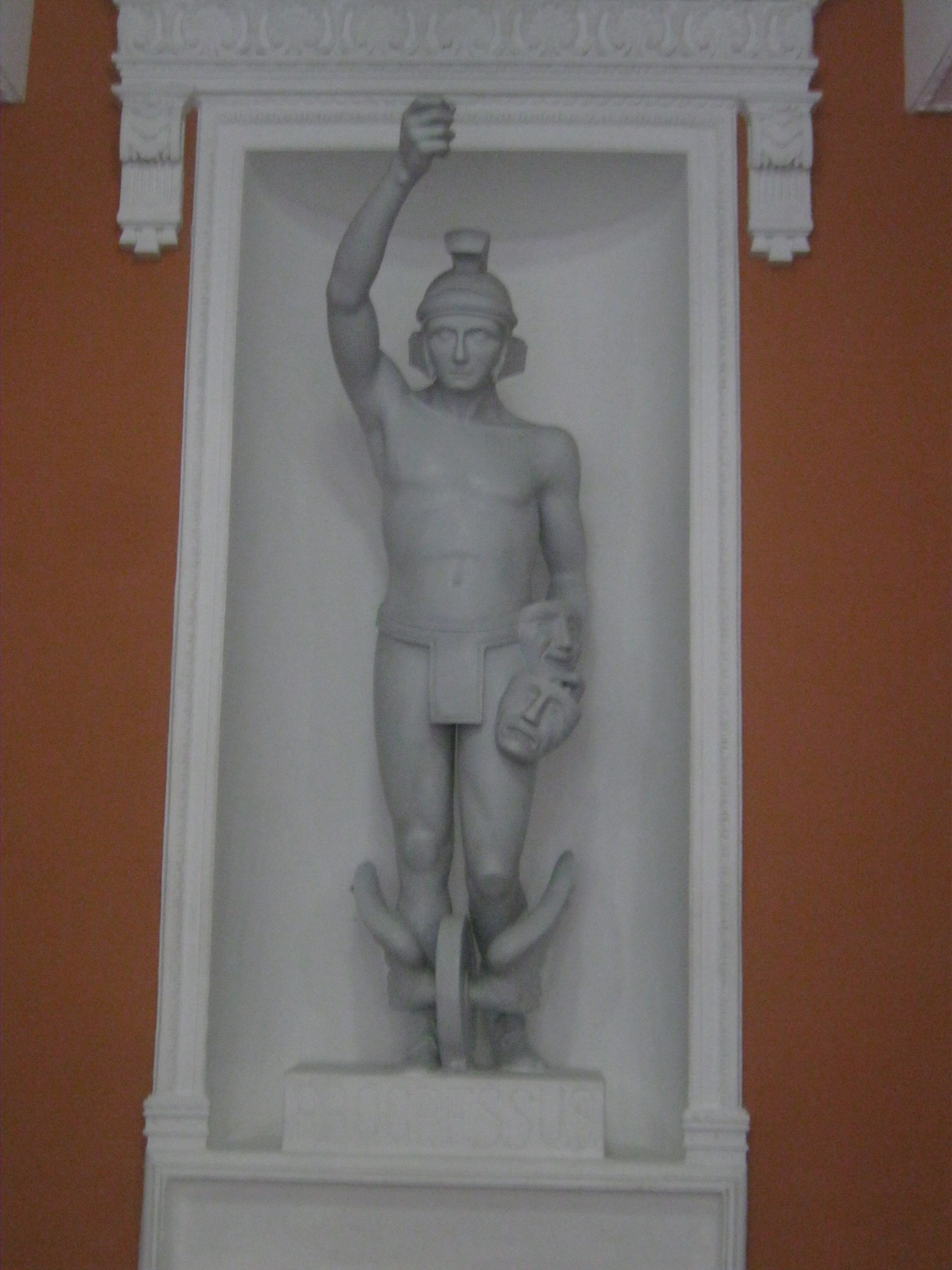
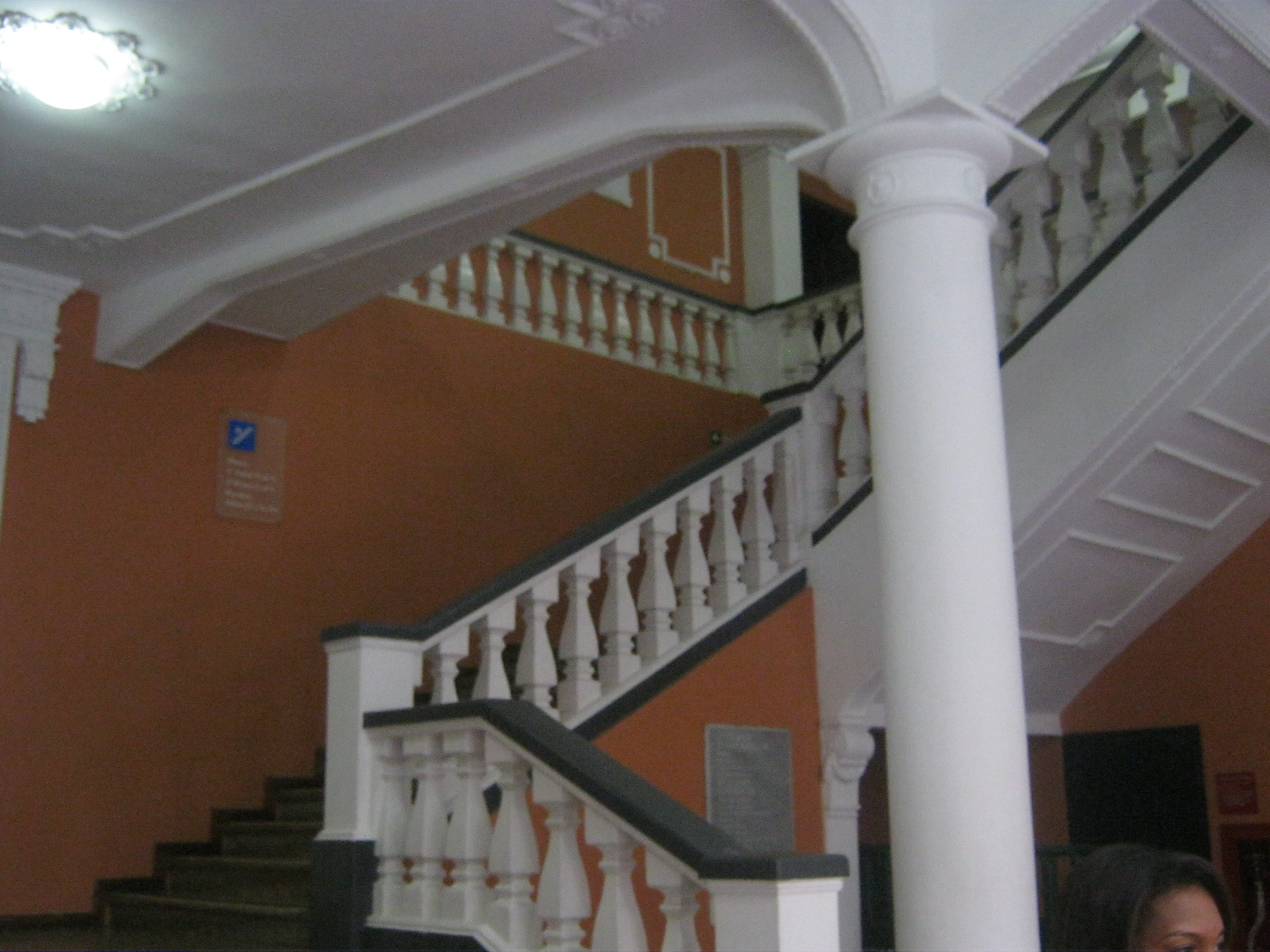

## Története
A Jorge Isaacs íróról elnevezett színház megálmodója Hemann S. Bohmer volt, aki a területet, ahol a színház felépült, 600 000 pesóért vásárolta meg. Az elkészült épületet 1931. december 26-án avatták fel. Egyszer majdnem teljesen leégett, ez az esemény pedig arra sarkallta a helyieket, hogy megalakítsák a város első önkéntestűzoltó-egyesületét. Az 1970-es évekre nagyon elhagyatott, leromlott állapotba került, többek között bűnözők használták rejtekhelyül, a 3. utca felől nyíló részben pedig pornófilmeket vetítettek a közönségnek. A színházat 1984. november 26-án nemzeti műemlékké nyilvánították, majd 1986-ban megvásárolta az önkormányzat. María Isabel Caicedónak, valamint a munkásokat és a mérnököket vezető Álvaro Tobónnak köszönhetően ezután felújították, színháztecnikailag modernizálták, majd 1989 júliusában újra megnyitották. A nyitóelőadás (Molly Brown) próbáján egy balesetben több színész megsérült. Az első jégen történő előadást a moszkvai és a szentpétervári balett-társulat mutatta be.

## Az épület
Építészeti stílusán a francia és az olasz klasszicizmus érezteti hatását. Oszlopokkal és girlandokkal díszített homlokzatán Cali város címere és a névadó Jorge Isaacs alakja is megjelenik. A földszinti nézőteret három lelátó veszi körül patkó alakban, a férőhelyek száma összesen 1500. A színpad kifejezetten nagy méretű, a 33 méter magas hangtechnikai berendezés pedig az egyik legmagasabb egész Latin-Amerikában. A reflektorok száma 188.